# سيبالديلا
سيبالديلا (بالإنجليزية: Sebaldella)‏ هو جنس من البكتريا اللاهوائية سلبية الغرام من شعبة البكتيريا المغزلية. هذه البكتيريا أليفة الحرارة المعتدلة ومضيفها هو الأرضة.
يضم هذا الجنس نوع:
- (Sebaldella termitidis)

## أصل التسمية
يعود أصل تسمية هذا الجنس إلى الاشتقاق من اسم عالمة الجراثيم الفرنسية مادلين سيبالد.